# 孝安皇后
孝安皇后（こうあんこうごう）は、明の隆慶帝の皇后。姓は陳、諱は香児。

## 経歴
順天府通州の人。陳景行と張氏のあいだの次女として生まれた。嘉靖37年（1558年）9月、嘉靖帝に推挙されて裕王朱載坖（後の隆慶帝）にとつぎ、裕王妃（後妻）となった。男子を1人産んだが、夭折した。隆慶帝が即位すると、皇后となった。父の陳景行は固安伯に封じられた。
隆慶帝は女色に耽溺し、皇后と諍いを起こした。隆慶2年（1568年）から、陳皇后は危篤状態で病気療養中という理由をつけて別宮（咸安宮）に送られ、顔を合わせることもなくなった。幼年の皇太子（後の万暦帝、李皇貴妃の子）が代わりに嫡母のもとに通い世話をした。
隆慶6年（1572年）に隆慶帝が崩御の後、陳氏は李皇貴妃と共に皇太后となり、仁聖皇太后と呼ばれた。万暦24年（1596年）、崩じた。孝安貞懿恭純温恵佐天弘聖皇后と諡された。

## 子女
- 朱翊鈴 - 嘉靖41年（1562年）生没。靖悼王を追贈された。

## 伝記資料
- 『明世宗実録』
- 『明穆宗実録』
- 『国朝献徴録』

## 登場作品
- 「万暦首輔張居正」(中国・2010年、日本未公開) 演：王小丹